# Cykarzew Północny-Stacja
Cykarzew Północny-Stacja – część wsi Cykarzew Północny w Polsce położona w województwie śląskim, w powiecie częstochowskim, w gminie Mykanów.
W latach 1975–1998 Cykarzew Północny-Stacja  administracyjnie należał do województwa częstochowskiego.

Położony przy drodze wojewódzkiej nr 483